# Liste des routes nationales de la Belgique

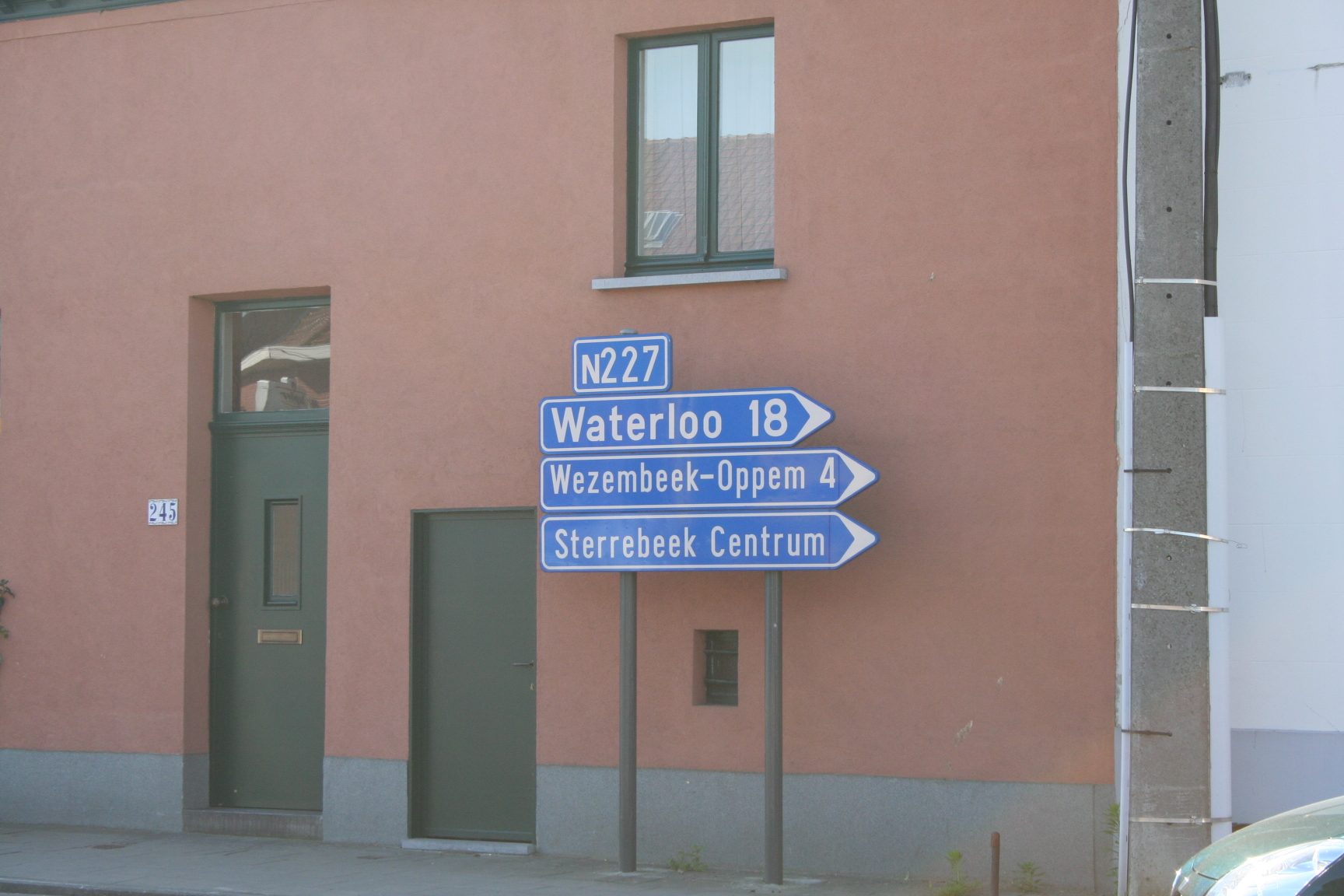
La route nationale 227

Les routes nationales sont, en Belgique, des routes importantes ou qui traversent le territoire. La Belgique a aussi des routes provinciales et communales. Leur usage est gratuit. Elles sont ouvertes à tous les véhicules, sauf sur certaines sections ayant le statut de route pour automobiles.
Depuis le 1er janvier 1989 et l'entrée en vigueur de la troisième réforme de l'État belge, la gestion du réseau de routes nationales ne relève plus de l'État fédéral mais bien des Régions (entités fédérées) sur lesquelles ces routes sont établies.
Elles portent généralement un nom local au sein des agglomérations, lequel est souvent issu d'une pratique ancienne. Par exemple, la N3 est connue dans les environs de Liège sous le nom de « Route de Bruxelles » à l'ouest de la ville et de « Route de Fléron » à l'est.

## Liste des routes nationales

### Premier et deuxième réseaux
Le premier réseau est composé des routes nationales partant de Bruxelles et formant, dans le sens des aiguilles d'une montre, un réseau en étoile.
| Num. | Parcours                                                |
| ---- | ------------------------------------------------------- |
|      | Bruxelles - Anvers - (Bréda)                            |
|      | Bruxelles - Hasselt - (Maastricht)                      |
|      | Bruxelles - Louvain - Liège - Eupen - (Aix-la-Chapelle) |
|      | Bruxelles - Namur - Arlon - (Luxembourg)                |
|      | Bruxelles - Charleroi - (Charleville-Mézières)          |
|      | Bruxelles - Mons - (Maubeuge)                           |
|      | Hal - Tournai - (Lille)                                 |
|      | Bruxelles - Courtrai - Ypres - Coxyde                   |
|      | Bruxelles - Gand - Bruges - Ostende                     |

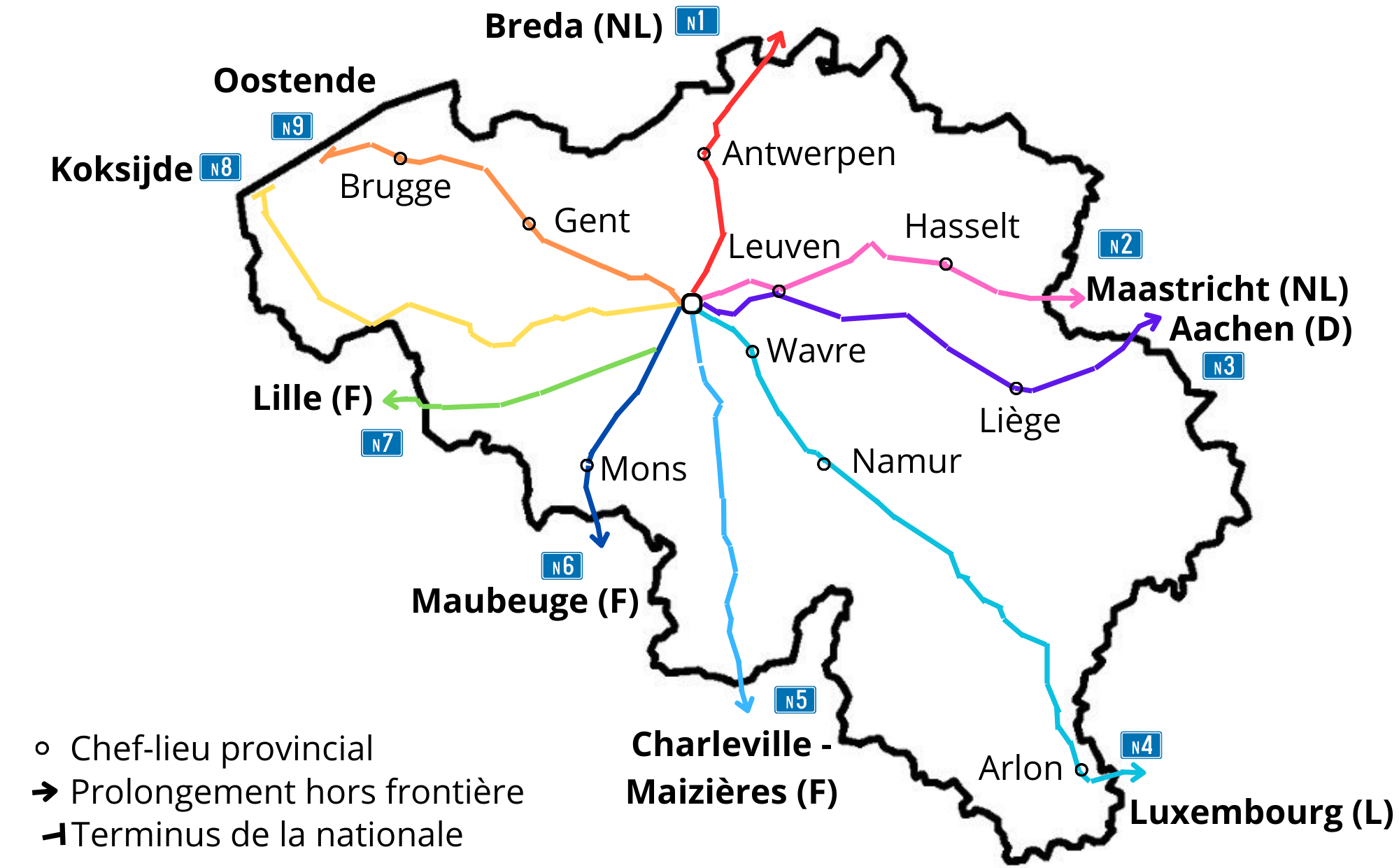
Carte représentant les nationales du 1er degré du royaume de Belgique.

Le deuxième réseau regroupe les routes nationales principales reliant les grandes villes belges, à l'exception de Bruxelles.

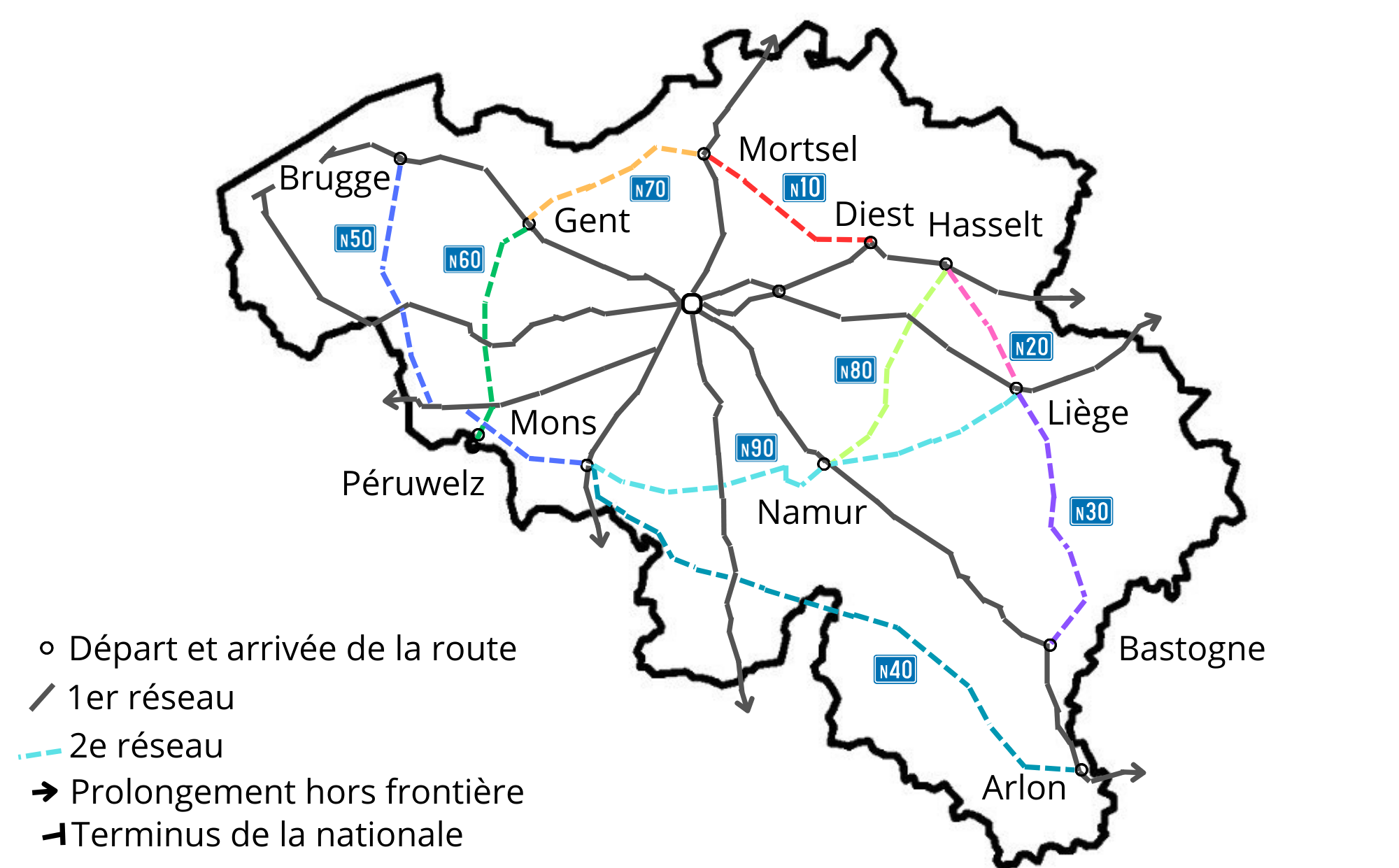
Carte des nationales du deuxième réseau du royaume de Belgique.

| Num. | Parcours                         |
| ---- | -------------------------------- |
|      | Mortsel - Diest                  |
|      | Hasselt - Liège                  |
|      | Liège - Bastogne                 |
|      | Arlon - Mons                     |
|      | Mons - Bruges                    |
|      | Gand - Peruwelz - (Valenciennes) |
|      | Gand - Anvers                    |
|      | Namur - Hasselt                  |
|      | Mons - Charleroi - Namur - Liège |

### 3eréseau
Il se compose des principales routes nationales au niveau provincial. Le premier chiffre correspond à un indicatif provincial (de 1 à 9, selon les neuf anciennes provinces avant la scission de la province de Brabant de 1995, et dans l'ordre alphabétique en français).
| Num. | Parcours                       |
| ---- | ------------------------------ |
|      | Merksem - (Berg-op-Zoom)       |
|      | Anvers - Turnhout - (Tilbourg) |
|      | Lierre - Geel                  |
|      | Malines - (Bréda)              |
|      | Malines - Westerlo             |
|      | Malines - Saint-Nicolas        |
|      | Puurs - Termonde               |
|      | Turnhout - Bourg-Léopold       |
|      | Turnhout - Louvain             |

| Num. | Parcours                                                   |
| ---- | ---------------------------------------------------------- |
|      | Bruxelles - Haacht - Aarschot                              |
|      | Bruxelles - Zaventem                                       |
|      | Rue Belliard - Avenue de Roodebeek (tunnels compris)       |
|      | Place Poelaert - Avenue Louise - Avenue Franklin Roosevelt |
|      | Louvain - Wavre - Ottignies - Louvain-la-Neuve - Nivelles  |
|      | Louvain - Malines                                          |
|      | Waterloo - La Louvière - Binche                            |
|      | Nivelles - Hal - Ninove                                    |
|      | Charleroi - Diest - Beringen                               |

| Num. | Parcours                      |
| ---- | ----------------------------- |
|      | Bruges - Zeebruges            |
|      | Bruges - Menin - (Halluin)    |
|      | Ostende - Thourout            |
|      | Knokke - Ostende - Adinkerque |
|      | La Panne - Gavere             |
|      | Zarren - Roulers - Renaix     |
|      | Aalter - Ypres                |
|      | Ypres - (Cassel)              |
|      | Nieuport - (Dunkerque)        |

| Num. | Parcours                                   |
| ---- | ------------------------------------------ |
|      | Alost - Termonde - Saint-Nicolas - (Hulst) |
|      | Wetteren - Grammont - Lessines             |
|      | Gand - Courtrai - Mouscron                 |
|      | Aalter - Maldegem                          |
|      | Alost - Ninove - Soignies                  |
|      | Alost - Audenarde                          |
|      | Asse - Lokeren                             |
|      | Brakel - Renaix - Tournai                  |
|      | Anvers - Zelzate - Maldegem - Knokke       |

| Num. | Parcours                                                |
| ---- | ------------------------------------------------------- |
|      | Mons - Quiévrain - (Valenciennes, Nord D 630)           |
|      | Gaurain-Ramecroix - Brunehaut                           |
|      | Charleroi - Chimay                                      |
|      | Charleroi - Erquelinnes - (Maubeuge, Nord D 649)        |
|      | Enghien - La Louvière - Solre-sur-Sambre                |
|      | Nimy - Ath - Lessines                                   |
|      | Renaix - Lessines - Soignies - Familleureux             |
|      | Dottignies - (Dronkaard, puis Menin - ) (Armentières) - |
|      | Feluy - Gozée                                           |

| Num. | Parcours                                                                              |
| ---- | ------------------------------------------------------------------------------------- |
|      | Liège - Verviers - Limbourg - Eupen                                                   |
|      | Beaufays - Saint-Vith - (Prolongée N12 jusqu’à Luxembourg via Wiltz)                  |
|      | Liège - Marche-en-Famenne                                                             |
|      | Huy - Tirlemont                                                                       |
|      | Huy - Waremme                                                                         |
|      | Huy - Trois-Ponts                                                                     |
|      | Welkenraedt - Eupen - (Montjoie)                                                      |
|      | Aachen - Eupen - Stavelot - Deiffelt (Prolongée N7 jusqu’à Luxembourg via Ettelbruck) |
|      | Tongres - Waremme - Moxhe                                                             |

| Num. | Parcours                                           |
| ---- | -------------------------------------------------- |
|      | Geel - Mol - Lommel - Hamont - Achel - (Maarheeze) |
|      | Zonhoven - Beringen - Heppen                       |
|      | Kessenich - Tessenderlo                            |
|      | Hasselt - (Eindhoven)                              |
|      | Hasselt - Genk - Dilsen                            |
|      | Borgloon - Genk - Hamont                           |
|      | Genk - (Maastricht)                                |
|      | Vroenhoven - Maaseik - (Venlo)                     |
|      | Saint-Trond - (Maastricht)                         |

| Num. | Parcours                                    |
| ---- | ------------------------------------------- |
|      | Arlon - Athus                               |
|      | Arlon - Virton                              |
|      | Arlon - Bouillon                            |
|      | Bastogne - Ettelbruck                       |
|      | Carignan - Florenville - Bastogne           |
|      | Aywaille - Marche-en-Famenne - Ave-et-Auffe |
|      | - Virton - Montmédy                         |
|      | Athus - Virton - Florenville                |
|      | (Sedan) - Salmchâteau                       |

| Num. | Parcours                             |
| ---- | ------------------------------------ |
|      | Namur - Hamme-Mille                  |
|      | Namur - Dinant                       |
|      | Namur - Nivelles                     |
|      | Dinant - Halma                       |
|      | Dinant - Bouillon                    |
|      | Yvoir - Dinant - (Givet)             |
|      | Philippeville - Clavier              |
|      | Sombreffe - Vodecée                  |
|      | Doische - Couvin - Chimay - (Hirson) |

### 4eréseau
Le 4e réseau comprend les routes nationales secondaires. Le premier chiffre correspond à l'indicatif provincial, comme pour les routes du 3e réseau.
À ce stade, seule une partie de ces routes sont listées.
Une liste non exhaustive de ces routes faisant partie du réseau peut être retrouvée sur le site inforoutes.be

#### Quatrième réseau dans les provinces duBrabantet enRégion de Bruxelles-Capitale
| Num.  | Parcours                                                                           |
| ----- | ---------------------------------------------------------------------------------- |
| N203  | Ring N203a - Sint-Rochus (Hal)                                                     |
|       | Quatre Bras de Tervueren - Malines                                                 |
| N235  | Saint-Gilles - Uccle - Linkebeek - Beersel - Alsemberg - Braine-l'Alleud - Lillois |
| N237  | Ottignies - Court-Saint-Étienne - Bousval - Genappe - Nivelles                     |
| N238  | Ottignies - Wavre                                                                  |
| N238a | Ottignies - Wavre                                                                  |
| N239  | Ottignies - Limal - Wavre                                                          |
|       | Nivelles - Nivelles                                                                |
| N253  | Mont-Saint-Jean - La Hulpe - Overijse - Neerijse - Heverlee                        |
| N268  | Wavre - Gastuche - Bossut-Gottechain                                               |
| N275  | Watermael-Boitsfort - Villers-la-Ville                                             |
| N281  | Auderghem -                                                                        |
| N285  | Asse - Hoves                                                                       |

#### Quatrième réseau en province deFlandre Occidentale
| N375 | Ypres N37b - Dikkebus - Locre - (Belle (Bailleul) - Nord, ) |

#### Quatrième réseau en province deFlandre Orientale
| N465 | Melle - Oosterzele |

#### Quatrième réseau en province deHainaut
| N500  | Tournai - Antoing - Vezon                                                              |
| N501  | Vaulx -                                                                                |
| N502  | Tournai - Antoing - Bruyelle (Antoing)                                                 |
| N503  | Antoing - Callenelle (Péruwelz)                                                        |
| N504  | Péruwelz - Vezon                                                                       |
| N505  | Péruwelz - Stambruges (Accès 27 )                                                      |
| N506  | Quevaucamps - Blaton (Accès 28 )                                                       |
| N507  | Tournai - Brunehaut - (Saint-Amand-les-Eaux, Nord, )                                   |
| N508  | Tournai - Rumes - (Orchies, Nord, )                                                    |
| N509  | Tournai - Templeuve - (Roubaix, Nord, )                                                |
| N523  | Brugelette - Silly                                                                     |
| N524  | Tertre - Soignies                                                                      |
| N525  | Chièvres - Hornu                                                                       |
| N526  | Leuze-en-Hainaut - Sirault                                                             |
| N527  | Ath - Grandglise-Stambruges                                                            |
| N528  | Ath - Frasnes-lez-Buissenal                                                            |
| N529  | Tournai - Lessines                                                                     |
| N532  | Braine-le-Comte - Mignault                                                             |
| N533  | Braine-le-Comte - Nivelles                                                             |
|       | Marche-lez-Écaussinnes - Ronquières                                                    |
| N535  | Houdeng-Aimeries - Haine-Saint-Pierre                                                  |
| N536  | La Louvière - Haine-Saint-Pierre                                                       |
|       | Mons - Le Rœulx                                                                        |
| N539  | Obourg - Mons                                                                          |
| N543  | Ciply - Blaregnies                                                                     |
| N544  | Mons - Cuesmes - Mons                                                                  |
| N545  | Ghlin - Quaregnon - La Bouverie                                                        |
| N550  | Cuesmes - Boussu                                                                       |
|       | Ghlin - Le Rœulx                                                                       |
| N556  | Mons                                                                                   |
| N563  | Chapelle-lez-Herlaimont - Gœgnies-Chaussée - (Gognies-Chaussée, Nord, - Bavay, Nord, ) |
| N564  | Saint-Symphorien                                                                       |
| N565  | Marcinelle N577                                                                        |
| N567  | Mellet - Fleurus                                                                       |
|       | Gosselies - Farciennes                                                                 |
|       | Châtelet R53 - Jumet                                                                   |
| N570  | Farciennes - Farciennes N571 Châtelet R53                                              |
| N571  | Farciennes N570 - Châtelineau N575                                                     |
|       | Couillet - Montignies-sur-Sambre N575 Gilly                                            |
| N572a | Montignies-sur-Sambre - Montignies-sur-Sambre                                          |
| N573  | Châtelet R53 - Gougnies - Scry (Mettet)                                                |
| N574  | Nalinnes - Biesme                                                                      |
| N575  | Charleroi R51 - Montignies-sur-Sambre Châtelineau N571                                 |
|       | Châtelet R53 Châtelet N576a - Couillet                                                 |
| N576a | Châtelet R53 Châtelet                                                                  |
| N577  | Bomerée Marcinelle - Marcinelle N565                                                   |
|       | Bomerée N577 Montigny-le-Tilleul - Charleroi                                           |
| N580  | Montigny-le-Tilleul - Bomerée                                                          |
| N581  | Monceau-sur-Sambre - Dampremy                                                          |
| N582  | Fontaine-l'Évêque Souvret - Gosselies N582 Gosselies                                   |
|       | Chapelle-lez-Herlaimont N583a Trazegnies N584 Souvret N582 - Monceau-sur-Sambre N584   |
| N583a | Chapelle-lez-Herlaimont - Fayt-lez-Manage                                              |
| N584  | Trazegnies - Courcelles N582 Monceau-sur-Sambre                                        |
| N586  | Nivelles - Gosselies N582                                                              |
|       | Châtelineau - Gilly - Montignies-sur-Sambre                                            |

#### Quatrième réseau en province deLiège
| N600  | Liaison - à Huy (Pont de l'Europe)                                                     |
| N600a | Rue Bastin - Avenue Godin Parnayon - Rue Lebouw + Boucles (rive droite 2° pont) à Huy  |
| N600b | Rive gauche de la Meuse + Boucles (2° pont) à Huy                                      |
|       | Bd de l'Ourthe à Chênée (Liège)                                                        |
|       | Liaison Lixhe (Visé) -                                                                 |
| N603  | Liaison Fontainebleau - à Liège                                                        |
|       | Visé - Nessonvaux (Trooz)                                                              |
| N604a | Liaison - à Barchon (Blegny)                                                           |
| N605  | Route de liaison du circuit de Francorchamps (Stavelot)                                |
| N606  | Theux (Fagnes St-Remacle) - Stoumont                                                   |
| N607  | Liaison - Boulevard d'Avroy à Liège                                                    |
| N607a | Avenue de l'Observatoire à Liège                                                       |
| N608  | Visé - Vaals ( Pays-Bas) -                                                             |
| N609  | Liaison N633 - à Embourg (Chaudfontaine)                                               |
|       | Rive gauche de la Dérivation à Liège: Pont Atlas - Pont des Vennes à Liège             |
| N610a | Pont de Bressoux à Liège                                                               |
| N610b | Pont de Longdoz à Liège                                                                |
| N610c | Liaison - (Pont de Huy, Rue Renoz) à Liège                                             |
|       | Huy - Moha (Wanze)                                                                     |
| N612a | Liaison Pont Ben-Ahin Rive gauche à la rue St-Victor à Wanze et Huy                    |
| N612b | Liaison - Rue de Sucreries à Wanze                                                     |
|       | Liaison - N608 (Plombières)                                                            |
|       | Amay - Tongeren                                                                        |
| N614a | Doortocht te Koninksem (Tongeren)                                                      |
|       | Berloz - Villers-le-Bouillet                                                           |
|       | Liaison - à Harzé (Aywaille)                                                           |
|       | Liège - Huy                                                                            |
| N617a | Avenue Blonden - Rogier - Boulevard d'Avroy - jusqu'à l'Avenut Destinoy à Liège centre |
| N617b | Liaison à N684 (Quai de Lorraine) à Amay                                               |
| N617c | Rue Nichard à Jemeppe (Seraing)                                                        |
| N617d | Liaison à La Malliene (St Georges) - à Hermalle-sous-Huy (Engis)                       |
|       | Tongeren - Visé                                                                        |
| N618b | Rue des Francs Arquebusiers à Visé                                                     |
|       | Bassenge - Maastricht ( Pays-Bas) -                                                    |
| N619a | Oude wegvakken te Kanne (Riemst)                                                       |
| N620  | Limbourg - Hestreux (Baelen)                                                           |
| N621  | Vaux-sur-Chèvremont (Chaudfontaine) - Herve                                            |
| N622  | Francorchamps (Stavelot) - Stavelot                                                    |
| N623  | Hamoir - Jenneret (Durbuy)                                                             |
| N624  | Hannut - Noville sur Mehaigne (Eghezée)                                                |
| N625  | Rue de la Chapelle - Rue Pont-Léopold à Verviers                                       |
| N626  | St Vith - Losheimergraben (Büllingen/Bullange)                                         |
| N627  | Verviers - Maastricht ( Pays-Bas) -                                                    |
| N627a | Pont du Chêne - Rues de Dison et de Verviers à Verviers                                |
| N627b | Rues Cerexhe et Sancy à Verviers                                                       |
| N627c | Rue de Hodimont (part.) à Verviers                                                     |
| N627d | Rue du Moulin à Verviers                                                               |
| N627e | Liaison - Lambermont (Verviers)                                                        |
| N627f | Dédoublement de la N627 à Dison                                                        |
| N628  | Liaison N672 - dans les Hautes-Fagnes                                                  |
| N629  | Eupen - Spa                                                                            |
| N629a | Accès au barrage de la Gileppe (Jalhay)                                                |
| N629b | Ancien tracé à Tiège (Jalhay)                                                          |
| N630  | Carrefour de Wasseignes (Grâce-Hollogne) - Bierset (Grâce-Hollogne)                    |
| N630a | Rue Grande à Grâce-Hollogne                                                            |
| N632  | Baugnez (Malmédy) - Losheimergraben (Büllingen/Bullange)                               |
| N633  | Liège - Trois-Ponts                                                                    |
| N633a | Rue Denis Lecocq à Angleur (Liège)                                                     |
| N633b | Accès à la cascade de Coo (Stavelot)                                                   |
| N633z | partie asymétrique à Grosses Battes (Liège) à la hauteur de N633 -                     |
| N634  | Manderfeld (Büllingen) - - Hallschlag ( Allemagne) -                                   |
| N636  | Nandrin - Havelange                                                                    |
| N637  | Glain (Liège) - Lens-Saint-Remy (Hannut)                                               |
| N637a | Liaison N637 - à Geer                                                                  |
| N638  | Esneux - Méan (Havelange)                                                              |
| N639  | Engis - Plainevaux (Neupré)                                                            |
| N640  | Heusy (Verviers) - Stavelot                                                            |
| N640a | Virage de l'ancien circuit à Francorchamps à Stavelot                                  |
| N641  | Huy - Ocquier (Clavier)                                                                |
|       | Liège - Aubel                                                                          |
| N643  | Eghezée - Wanze                                                                        |
| N644  | Ivoz-Ramet (Flémalle) - Ombret Rawsa (Amay)                                            |
| N644a | Avenue Gonda à Ivoz-Ramet (Flemalle)                                                   |
| N645  | Stoumont - Lierneux ()                                                                 |
| N646  | St Vith - L 16 - Winterspelt ( Allemagne)                                              |
| N646a | Liaison N646 - à Lommersweiler (St Vith)                                               |
| N647  | Sourbrodt (Waimes) - Bütgenbach                                                        |
|       | Battice - - Margraten ( Pays-Bas)                                                      |
| N649  | Aubel - Val-Dieu (Aubel)                                                               |
| N650  | Mortroux (Dalhem) - Froidthier (Thimister-Clermont)                                    |
| N651  | Basse-Bodeux (Trois-Ponts) - Vaux-Chavanne(Manhay)                                     |
| N652  | Moha (Wanze) - Wasseiges                                                               |
|       | Mouland-Moelingen (N627) (Fourons-Voeren) - Wandre (Liège)                             |
| N653a | Remparts des Arquebusiers et des Arbalétiers à Visé                                    |
| N654  | Comblain-au-Pont - Hamoir                                                              |
|       | Liaison - Hôpital de la Citadelle à Liège                                              |
| N657  | Verviers - Theux                                                                       |
| N658  | Amel (Amblève) - Rocherath - L 245 - Wahlersheid ( Allemagne)                          |
| N659  | Amel (Amblève) - Poteau (St Vith)                                                      |
| N660  | Recht (Sankt-Vith (Saint-Vith) - Ligneuville (Malmédy)                                 |
| N661  | Liaison Many - Pasteur à Seraing                                                       |
| N662  | Liaison - N633 à Aywaille                                                              |
| N663  | Ougrée (Seraing) - Tilff (Esneux)                                                      |
| N664  | Malmédy () - Stavelot                                                                  |
| N665  | Chênée - Grivegnée                                                                     |
| N666  | Pepinster - Remouchamps (Aywaille) ?                                                   |
| N666a | Rue de l'Esplanade à Banneux (Sprimont)                                                |
|       | Wandre - Herstal : Port pétrolier                                                      |
| N669  | Carrefour Stéphani (Bütgenbach)                                                        |
| N670  | Liaison N675 - N676 à St Vith                                                          |
|       | Liège - Riemst                                                                         |
| N671a | Rue des Prémontrés - Pont Kennedy à Liège                                              |
| N671b | Rue des Croisiers à Liège                                                              |
| N671c | Place Licour - - Herstal                                                               |
| N671d | Raccordement est - - Hacourt (Oupeye)                                                  |
| N671e | Liaison N617c - - Herstal                                                              |
| N671f | Avenue du Pont de Wandre à Herstal                                                     |
| N671z | Partie asymétrique à Liège à la hauteur du Pont de l'Atlas                             |
| N672  | Verviers - Belle Croix (Jalhay)                                                        |
| N673  | Fléron - Gomzé (Sprimont)                                                              |
| N674  | Méry (Esneux) - Gomzé (Sprimont) -                                                     |
| N675  | Sankt-Vith (Saint-Vith) - Vielsalm                                                     |
| N676  | Sankt-Vith (Saint-Vith) - Mont Rigi (Waimes)                                           |
| N677  | Liaison - à Flémalle - Neupré                                                          |
| N678  | Poulseur (Comblain-au-Pont) - Louveigné (Sprimont)                                     |
| N679  | Liaison N640 - N672 à Theux et Jalhay                                                  |
| N679a | Liaison N640 - N679 à Theux (Branche Sud)                                              |
| N680  | Angleur - Sart-Tilman à Liège                                                          |
| N681  | Malmédy - Robertville (Waimes)                                                         |
| N682  | Rue Jaurès à Ans                                                                       |
| N683  | Place Kuborn à Seraing - Hout-si-plout (Esneux)                                        |
| N684  | Villers-le-Bouillet - Strée (Modave)                                                   |
| N685  | Boulevard Léopold II à Spa - Theux                                                     |
| N686  | Contournement sud de Spa                                                               |
| N689  | Tilff (Esneux) - Beaufays (Chaudfontaine)                                              |
| N690  | Pépinster - Theux                                                                      |
| N692  | Liaison N658 - N632 à Büllingen (Bullange)                                             |
| N693  | Oudler (Burg-Reuland) - L 15 - Leutzkampen ( Allemagne)                                |
| N694  | Liaison - à Hognoul (Awans)                                                            |
| N695  | Schönberg (Sankt-Vith (Saint-Vith)) - L 17 - Bleialff ( Allemagne)                     |
| N696  | Amay - Fraineux (Nandrin)                                                              |
| N696a | Liaison - N696 à Ombret-Rawsa (Amay)                                                   |
| N697  | Marteau (Spa) - Remouchamps (Aywaille)                                                 |
| N698  | Huy - Ohey                                                                             |
| N698a | Rue Cherave à Huy                                                                      |
| N699  | Jemeppe/Meuse - Flémalle                                                               |

#### Quatrième réseau en province deLuxembourg
|       | Musson - Rachecourt                                                            |
|       | Hamipré (Neufchâteau) - Tintigny                                               |
|       | Raccordement Balaclava - Offaing a Neufchâteau                                 |
|       | Saint-Hubert - Rochefort                                                       |
|       | Zone industrielle d'Aubange - Rodange ( Luxembourg)                            |
|       | Martelange - 312 - Perlé ( Luxembourg)                                         |
|       | Bomal (Durbuy) - Grandménil (Manhay)                                           |
|       | Hotton - Manhay                                                                |
|       | Saint-Hubert - Maissin (Paliseul)                                              |
|       | Raccordement gare de Poix-Saint-Hubert - (Saint-Hubert)                        |
|       | Avenue Bouvier (Virton)                                                        |
|       | Bouillon - Pussemange (Vresse-sur-Semois)                                      |
|       | Liaison Saint-Mard - Latour (Virton)                                           |
|       | - Montleban - Baclain -                                                        |
|       | Durbuy - Tohogne (Durbuy)                                                      |
|       | Liaison Warre - Jenneret (Durbuy)                                              |
|       | Liaison Deiffelt - Gouvy                                                       |
|       | Fays-les-Veneurs (Paliseul) - 4-chemins Bouillon                               |
|       | Ancien tracé Fays-les-Veneurs (Paliseul)                                       |
|       | Liaison - (Arlon)                                                              |
|       | Chassepierre (Florenville) - Messincourt ( France)                             |
|       | Menuchenet (Bouillon) - Alle (Vresse-sur-Semois)                               |
|       | Liaison - (La Roche-en-Ardenne)                                                |
|       | Liaison - (La Roche-en-Ardenne, ancienne assiette du Vicinal)                  |
|       | Wardin - Mageret (Bastogne)                                                    |
|       | Vielsalm - Vaux-Chavanne (Manhay)                                              |
|       | Liaison - (Vielsalm)                                                           |
|       | Vielsalm - Beho (Gouvy)                                                        |
|       | - Bertrix - Saint-Médard (Herbeumont)                                          |
|       | Longlier (Neufchâteau) - Fauvillers                                            |
|       | Recogne (Libramont-Chevigny) - Houffalize                                      |
|       | Liaison - (Libramont-Chevigny)                                                 |
|       | Houffalize - Gouvy - Grüfflingen (Burg-Reuland) -                              |
|       | - Bouillon - Noirefontaine                                                     |
|       | Ancien tracé à Curfoz (Bouillon)                                               |
|       | Dédoublement à Bouillon                                                        |
|       | Baconfoy (Tenneville) - Amberloup (Sainte-Ode)                                 |
|       | Liaison (Aubange) - Rodange, et - Athus - Aubange - Rodange ( Luxembourg)      |
|       | Liaison - (Aubange)                                                            |
|       | Liaison - (Aubange)                                                            |
|       | Barvaux-sur-Ourthe (Durbuy) - Hamoir                                           |
|       | Mortehan - Cugnon (Bertrix)                                                    |
|       | La Roche-en-Ardenne - Tohogne (Durbuy)                                         |
|       | Bastogne - La Roche-en-Ardenne                                                 |
|       | Place du Bronze (La Roche-en-Ardenne)                                          |
|       | Sourd d'Ave (Rochefort) - Gribelle (Gedinne)                                   |
|       | Route du Gerny (Marche-en-Famenne - Jemelle)                                   |
|       | - Houdemont - Habay -                                                          |
|       | Arloncourt (Bastogne) - Tavigny (Houffalize) - Gouvy                           |
|       | Jamoigne - Chiny                                                               |
|       | Villers-devant-Orval (Florenville) - Chiny                                     |
|       | - Izel (Chiny) -                                                               |
|       | Barvaux-sur-Ourthe (Durbuy) - Samrée (La Roche-en-Ardenne)                     |
|       | Pin (Chiny) - Florenville -                                                    |
|       | Barrière de Champlon (Tenneville) - Mormont (Houffalize)                       |
|       | Arlon - Mersch ( Luxembourg)                                                   |
|       | Neufchâteau - Bertrix -                                                        |
|       | Halma (Wellin) - Grupont (Tellin)                                              |
|       | Mabompré (Houffalize) - Noville (Bastogne)                                     |
|       | Saint-Hubert - Martelange                                                      |
|       | - Saint-Hubert - Jemelle (Rochefort)                                           |
|       | Arlon -                                                                        |
|       | Contournement Est de Virton                                                    |
|       | Contournement Sud d'Arlon                                                      |
|       | - Bertrix - Mon-Idée (Bièvre) -                                                |
|       | - (Bastogne)                                                                   |
|       | Lomprez (Wellin) - Daverdisse -                                                |
|       | Marche-en-Famenne - Harsin (Nassogne) -                                        |
|       | Neupont (Wellin) - Daverdisse                                                  |
|       | Route du Mardasson (Bastogne)                                                  |
|       | Route de Bizory (Bastogne) -                                                   |
|       | Parking du Mardasson (Bastogne) -                                              |
|       | La Roche-en-Ardenne - Houffalize                                               |
|       | Nadrin (ancien tracé)                                                          |
|       | Avenue de la Gare (Neufchâteau)                                                |
|       | Noirefontaine (Bouillon) - Mortehan (Bertrix)                                  |
|       | Route du Hédrou (Nadrin, Houffalize)                                           |
|       | Arlon - Halanzy (Aubange)                                                      |
|       | Dampicourt - Harnoncourt (Rouvroy) - - Lamorteau ( France)                     |
|       | Usine d'Harnoncourt - Rouvroy -                                                |
|       | Athus (Aubange) - - Rodange ( Luxembourg)                                      |
|       | - Aye (Marche-en-Famenne)                                                      |
|       | Bastogne - Allerborn ( Luxembourg)                                             |
|       | - Virton - Longuyon ( France)                                                  |
|       | - Saint-Mard (Virton) -                                                        |
|       | Mormont - Pont d'Érezée                                                        |
|       | Noville - Bourcy (Bastogne)                                                    |
|       | - Courtil - Cherain (Gouvy)                                                    |
| N878b | Traverse le village de Courtil (Gouvy) -                                       |
|       | Marbehan (Habay) - Ethe (Virton) - - Tellancourt ( France)                     |
|       | - Wellin -                                                                     |
|       | Traversée d'Arlon                                                              |
|       | Arlon - Oberpallen ( Luxembourg)                                               |
|       | Differt (Messancy) - - Longwy ( France)                                        |
|       | Gare de Messancy (Nord) - Messancy -                                           |
|       | Gare de Messancy (Sud) - Messancy -                                            |
|       | - (Differt, Messancy)                                                          |
|       | Les Corettes (Bertrix) - Sainte-Cécile (Florenville) - - Messincourt ( France) |
|       | - Florenville -                                                                |
|       | Ethe (Virton) - - Tellancourt ( France)                                        |
|       | Virton - Houdrigny (Meix-devant-Virton) - D 198A Montmédy ( France)            |
|       | Route d'accès au complexe sportif d'Engreux (Houffalize)                       |
|       | Hollogne (Marche-en-Famenne) - Hodister (Rendeux) -                            |
|       | Barrière de Champlon (Tenneville) - Forrières (Nassogne)                       |
|       | Chenois - Ruette (Virton)                                                      |
|       | Marbehan (Habay) - Gérouville (Meix-devant-Virton)                             |
|       | Bovigny - Courtil - Halconreux -                                               |
|       | Corbion - Rochehaut (Bouillon)                                                 |
|       | Léglise - Lacuisine (Florenville)                                              |
|       | Sainte-Marie (Étalle) - Limes                                                  |
|       | Hargimont (Marche-en-Famenne) - Harsin (Nassogne) -                            |
|       | Habay-la-Neuve - Les Fossés (Léglise)                                          |
|       | - gare de Mellier (Léglise)                                                    |
|       | Melreux (Hotton) - Noiseux (Somme-Leuze)                                       |
|       | Menuchenet (Bouillon) - Ferrières (Nassogne)                                   |

#### Quatrième réseau en province deNamur
| N904 | Namur - Bovesse                                                                   |
| N910 | Mesnil-Saint-Blaise - Achêne                                                      |
| N911 | Beauraing - Rochefort                                                             |
| N912 | Éghezée - Fleurus                                                                 |
| N913 | Carlsbourg - Graide - Houdremont                                                  |
| N914 | Sorendal - Vresse-sur-Semois - Graide                                             |
| N915 | Anthée - Mesnil-Saint-Blaise                                                      |
| N921 | Ciney - Ohey - Andenne - Bierwart                                                 |
| N922 | Châtelet R53 - Vitrival (N930 - Fosses-la-Ville - Fosses-la-Ville N988 - Floreffe |
| N923 | Jemeppe-sur-Sambre - Ham-sur-Sambre                                               |
| N924 | Champion - Wasseiges                                                              |
| N929 | Dion - Houyet - Grandhan                                                          |
| N930 | Onoz - Vitrival N922                                                              |
| N932 | Annevoie-Rouillon - Fraire                                                        |
| N935 | Gedinne - Pussemange                                                              |
| N936 | Hastière - Onhaye - Dinant - Achêne                                               |
| N937 | Yvoir - Ciney                                                                     |
| N938 | Achêne - Méan                                                                     |
| N940 | Sart-Saint-Laurent - Bois-de-Villers                                              |
| N942 | Saint-Germain - Frisée                                                            |
| N947 | Jambes - Yvoir                                                                    |
| N948 | Dinant - Dorinne                                                                  |
| N951 | Wépion - Morville                                                                 |
| N952 | Hargnies - Haut-Fays                                                              |
| N954 | Bois-de-Villers - Salzinnes                                                       |
| N958 | Floreffe - Suarlée                                                                |
| N959 | Beez - Namêche                                                                    |
| N971 | Anhée - Denée                                                                     |
| N972 | Éghezée - Perwez                                                                  |
| N975 | Châtelet R53 Gerpinnes N978 - Corenne N977                                        |
| N977 | Biesme - Agimont                                                                  |
| N978 | Gerpinnes N975 - Somzée - Cerfontaine                                             |
| N981 | Flohimont - Beauraing                                                             |
| N983 | Ohey - Barvaux-sur-Ourthe                                                         |
| N988 | Fleurus - Saint-Gérard N933                                                       |
| N992 | Gelbressée - Marche-les-Dames                                                     |

## Sections en voie rapide
Certaines routes nationales ont été construites en tant que routes à deux bandes, avec ou sans chaussée séparée, pour faciliter le transit sur ces routes selon leur importance.

### Autoroutes
- : Voie express de Bruxelles vers Anvers et les Pays-Bas.
- : Voie express de Bruxelles vers Liège et l'Allemagne (Aix-la-Chapelle).
- : Voie express entre Auderghem et le Carrefour Léonard puis continue vers Arlon et la frontière luxembourgeoise où elle connecte l'A6 à Sterpenich
- : Bretelle de Mons en voie rapide.
- : Voie express de Bruxelles vers Oostende.
- : Voie express sur quelques tronçons de Bruxelles vers Anvers.
- : Voie express de Liège à Houdeng-Goegnies.
- : Voie express devant relier l'A4 à la frontière française (RN52) dont seuls 3 des 14 km sont construits autour d'Athus. D'ici là, tronçon de la E411 est assuré par la N81.

### Rings
- : Voie express entre Waterloo et Tervuren.
- : Grand ring de Charleroi.
- : Voie express entre Merelbeke et Zelzate.
- : Bretelle d'Asquillies en voie express.
- : Classé en voie rapide.
- : Petit ring de Charleroi.

### Routes nationales
- : Voie express entre Bruxelles et Woluwe-Saint-Pierre, Voie rapide entre Woluwe-Saint-Pierre et les quatre bras de Tervuren.
- : Les tronçons Wavre - Ottignies, Gembloux - Belgrade et Jambes - Courrière sont classés en route rapide à 4 voies de circulation, tandis que le tronçon Courrière - Arlon est classé en voie express parcourable à 120 km/h.
- : Le tronçon Ham-sur-Heure-Nalinnes - Couvin est classé en voie express. La partie entre Couvin et la frontière française est dédoublée par l'autoroute E420 depuis 2019.
- : Le tronçon Saint-Nicolas - Bornem est classé en voie express.
- : La route est classée en voie express entre Nivelles et Grez-Doiceau.
- : Certaines sections sont classées en route rapide à 4 voies de circulation.
- : Prolongement de l' de Zelzate à Knokke-Heist. Elle porte le numéro européen de .
- : Voie rapide entre Mons et Bruges.
- : Route classée en voie express inachevée. Elle va de Fontaine-l’Évêque à Anderlues.
- : Le tronçon Houdeng-Gœgnies - Saint-Vaast est classée en voie express.
- : Les tronçons Dottignies - Mouscron et Wervik - frontière française sont classés en voies express.
- : La route en classée en voie express dans la commune d'Anderlues.
- : Voie rapide entre Renaix et Leuze-en-Hainaut.
- : Voie rapide portant le numéro européen de .
- : Voie rapide entre Tongres et Hannut.
- : Voie rapide entre Lommel et Geel.
- : Le tronçon Helchteren - frontière néerlandaise est classée en voie express. Elle était prévue en tant que A24.
- : Voie rapide entre Diepenbeek et Opglabbeek.
- : Prolongement de l' entre Aubange et Arlon, tronçon de la  en attendant la connexion à l'.
- : Contournement ouest d'Arlon classé en voie rapide.
- : Pénétrante nord de Virton classée en voie express.
- : Le tronçon Tenneville - frontière française est classée en voie express.
- : La route est à 4 voies de circulation sur toute sa longueur, mais certaines sections sont classées en voie express.
- : Le tronçon Ciney - Dinant est classée en voie express.
- : Le tronçon Sambreville - Fosses-la-Ville est classée en voie rapide.
- N238 : Voie rapide entre Wavre et Louvain-la-Neuve.
- : Voie rapide entre Châtelet et Jumet.